# Bourges

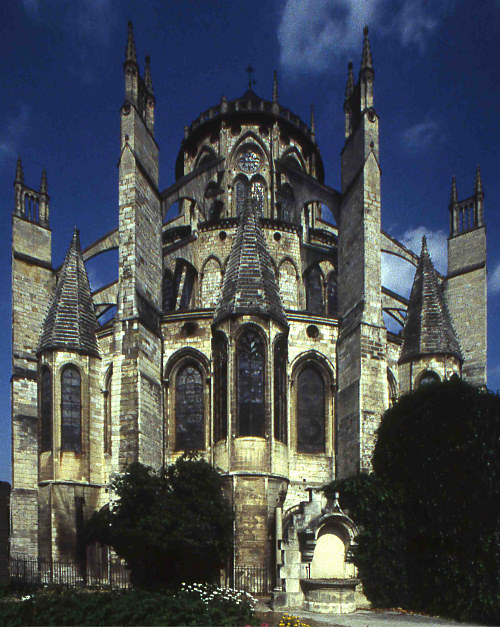
Katedralen i Bourges

Bourges (under antiken  Avaricum) är en stad och kommun i departementet Cher i regionen Centre-Val de Loire i de centrala delarna av Frankrike. Kommunen är chef-lieu för 5 kantoner som tillhör arrondissementet Bourges. År 2022 hade Bourges 64 238 invånare.
Bourges ligger vid floden Yèvre. Den är préfecture  (huvudstad) i Cher och var också huvudstad i den före detta provinsen Berry.

## Historia
Stadens namn kommer antingen från bituriger; namnet på urinvånarna; eller från det germanska ordet  burg (franska: bourg. spanska: borgos eller på engelska: burgh, berg, eller borough), för "kulle/by". Dess keltiska namn var Avaricon.
Från västgoterna kom Bourges under Klodvig I till Frankerriket, där det på 700-talet blev säte för en greve, från 926 för en vicomte samt sedan det införlivats med den kungliga domänen 1101 huvudstad i Berry. Bourges var från omkring 300 biskopssäte.
Den gotiska katedralen Saint-Étienne började byggas 1195 och invigdes slutligen 1394. Katedralen finns med på världsarvslistan för sin arkitektur. Den anses vara det tidigaste exemplet på höggotisk stil under 1200-talet.
Under  medeltiden fram till 1500-talet var Bourges centrum för ett självstyrande område lett av en Vicomte. Kung Karl VII av Frankrike hade tidvis staden som sitt säte under Hundraårskriget. Hans son, Ludvig XI, föddes där år 1423. 1438 utfärdade Charles den “Pragmatiska sanktionen i Bourges” med avsikt att öka Frankrikes kontroll över Romersk-katolska kyrkan i Frankrike (se även Gallikanism). Under den här perioden var också Bourges ett viktigt centrum för alkemi.
Den impressionistiska målaren Berthe Morisot föddes i Bourges 14 januari 1841.

## Sevärdheter
- Katedralen Saint-Étienne (tidigaste delar från 1195, på Unescos världsarvslista sedan 1992)
- Jacques Cœurs palats
- Maurice Estèvemuseet
- Lederna kring floderna Yevre och Voiselle

## Transporter
Bourges har dagliga tågförbindelser med Paris, Montluçon och Lyon. Den har även påfart till motorvägen A71.

## Utbildning
- Universitetet i Bourges, grundat 1463 av Ludvig XI.[4]
- École des Beaux-Arts

## Händelser
Serge Lepeltier var borgmästare i staden från 1995 till 2014, med undantag för en period 2004-05.
Printemps de Bourges  är en årlig musikfestival som hålls i Bourges varje år.
Målgången i cykelloppet Paris-Bourges, som avhålls årligen i oktober, sker på Boulevard de la République i Bourges.

## Galleri

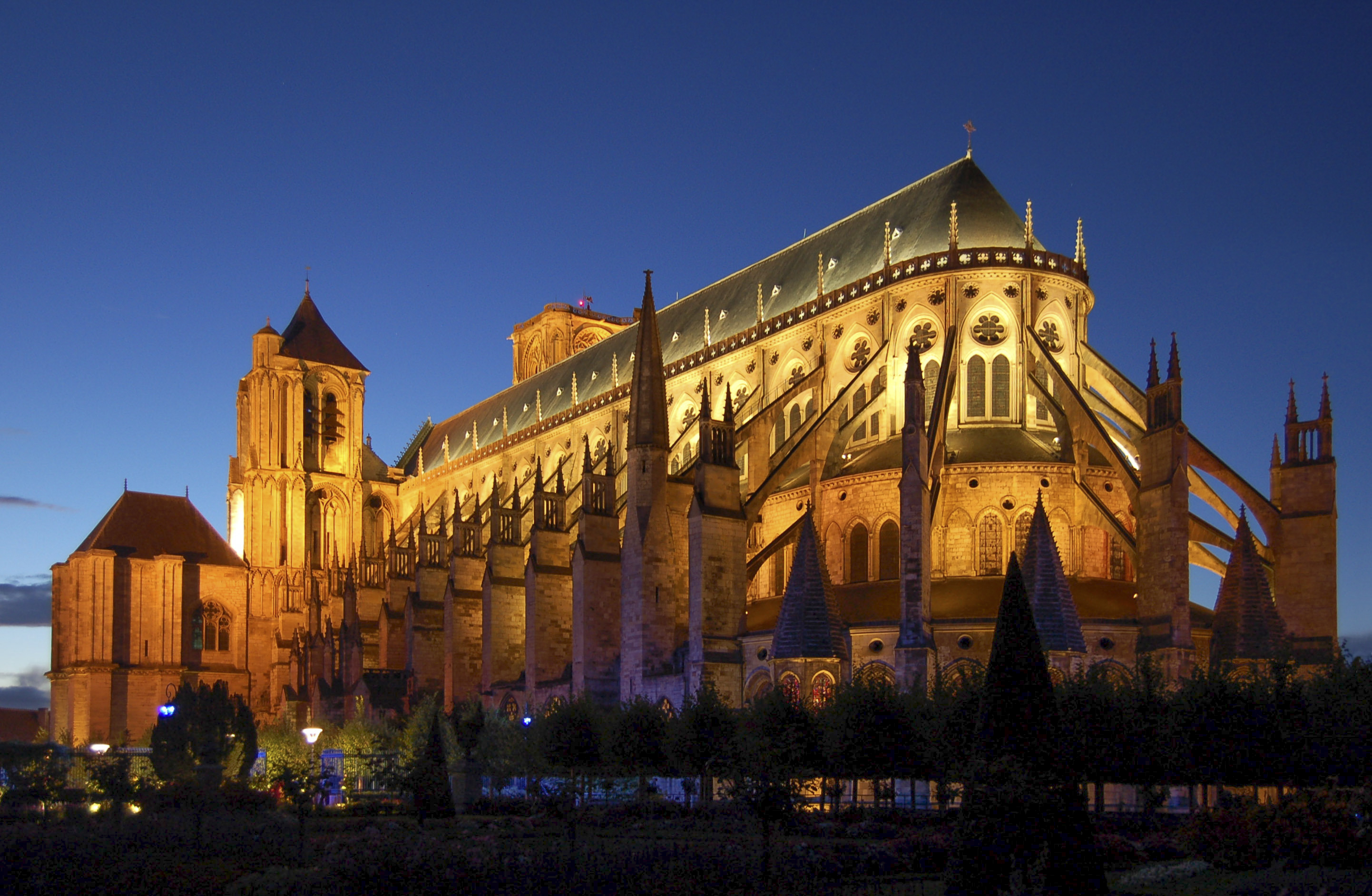
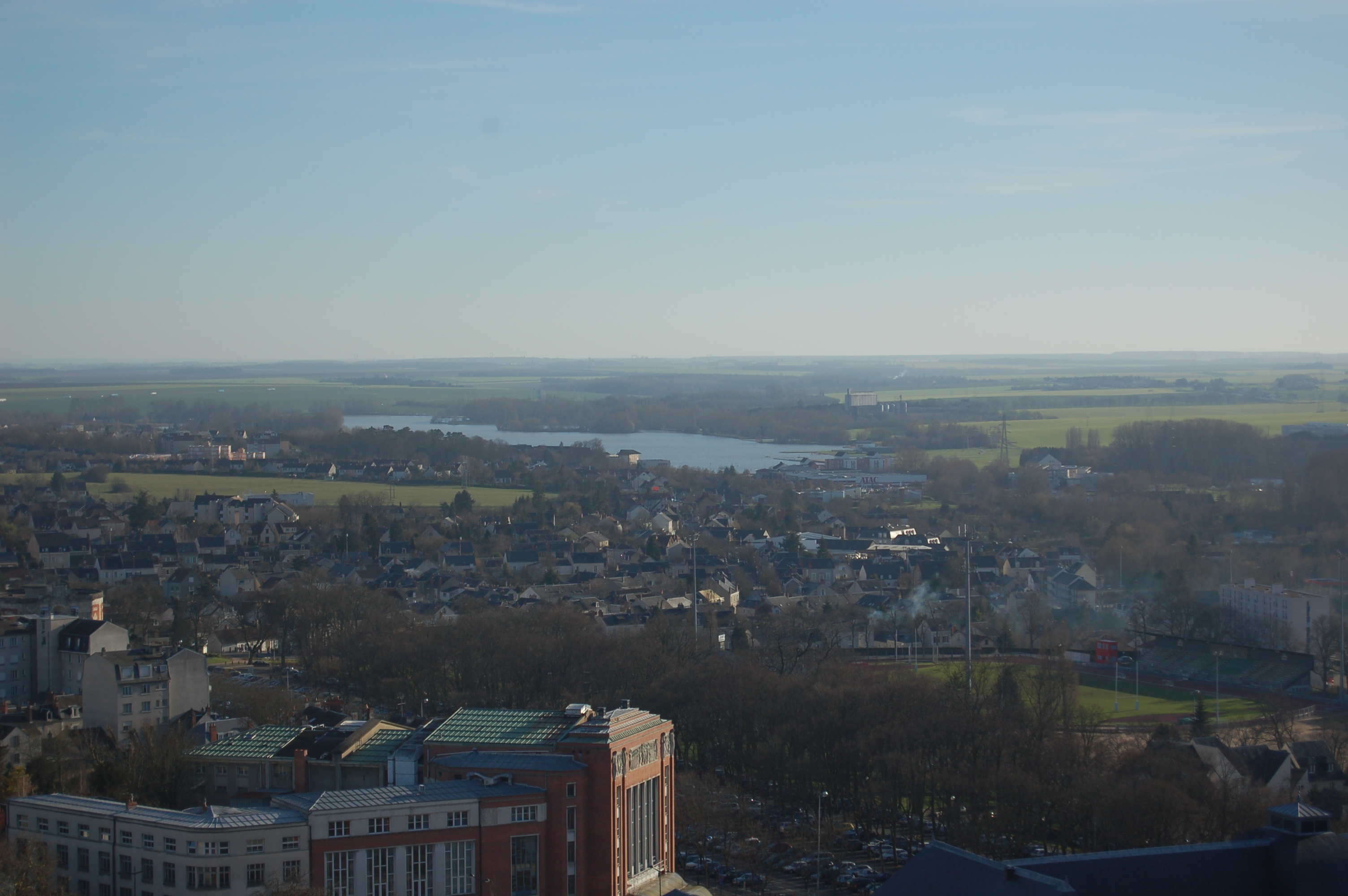
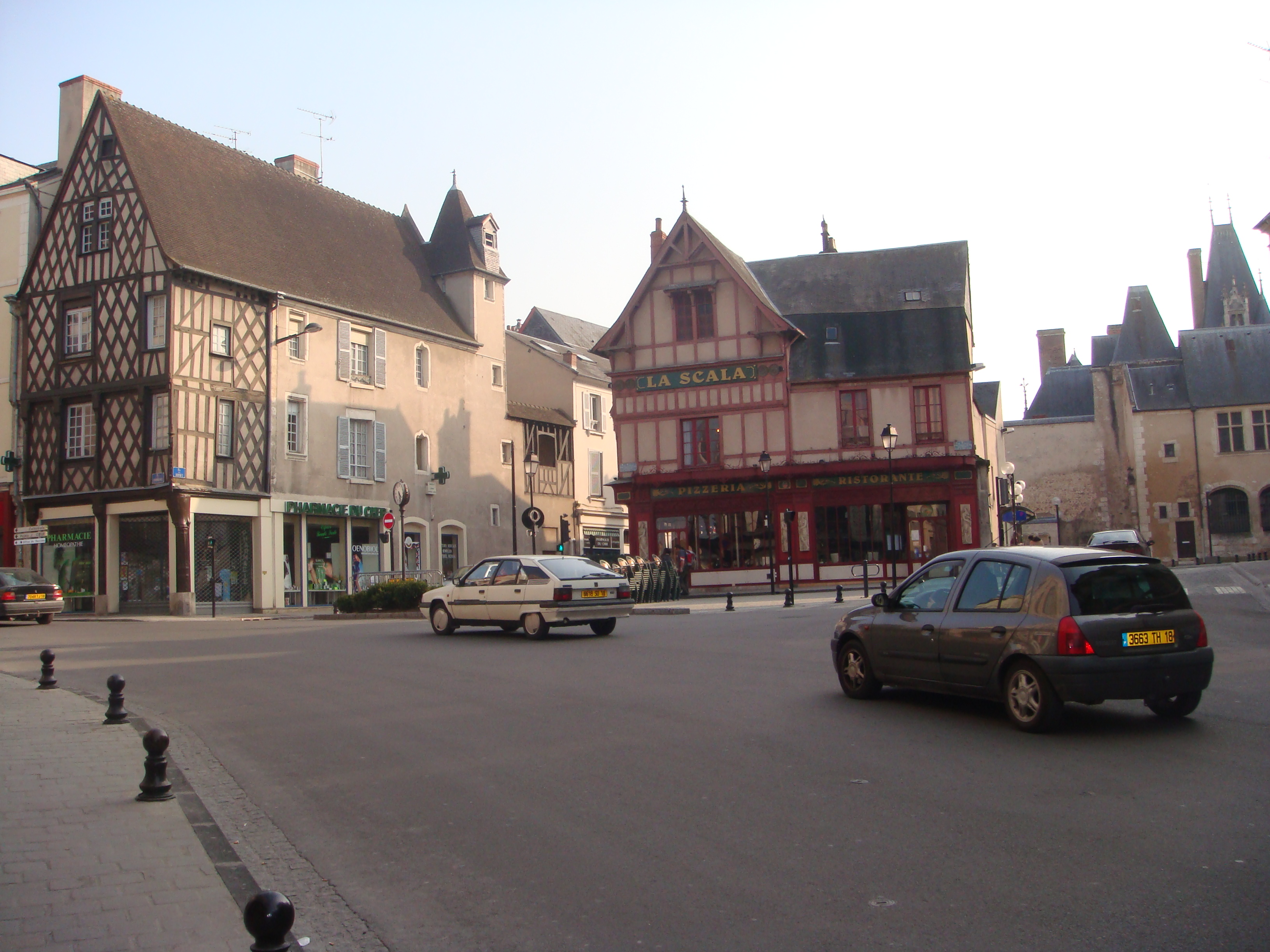
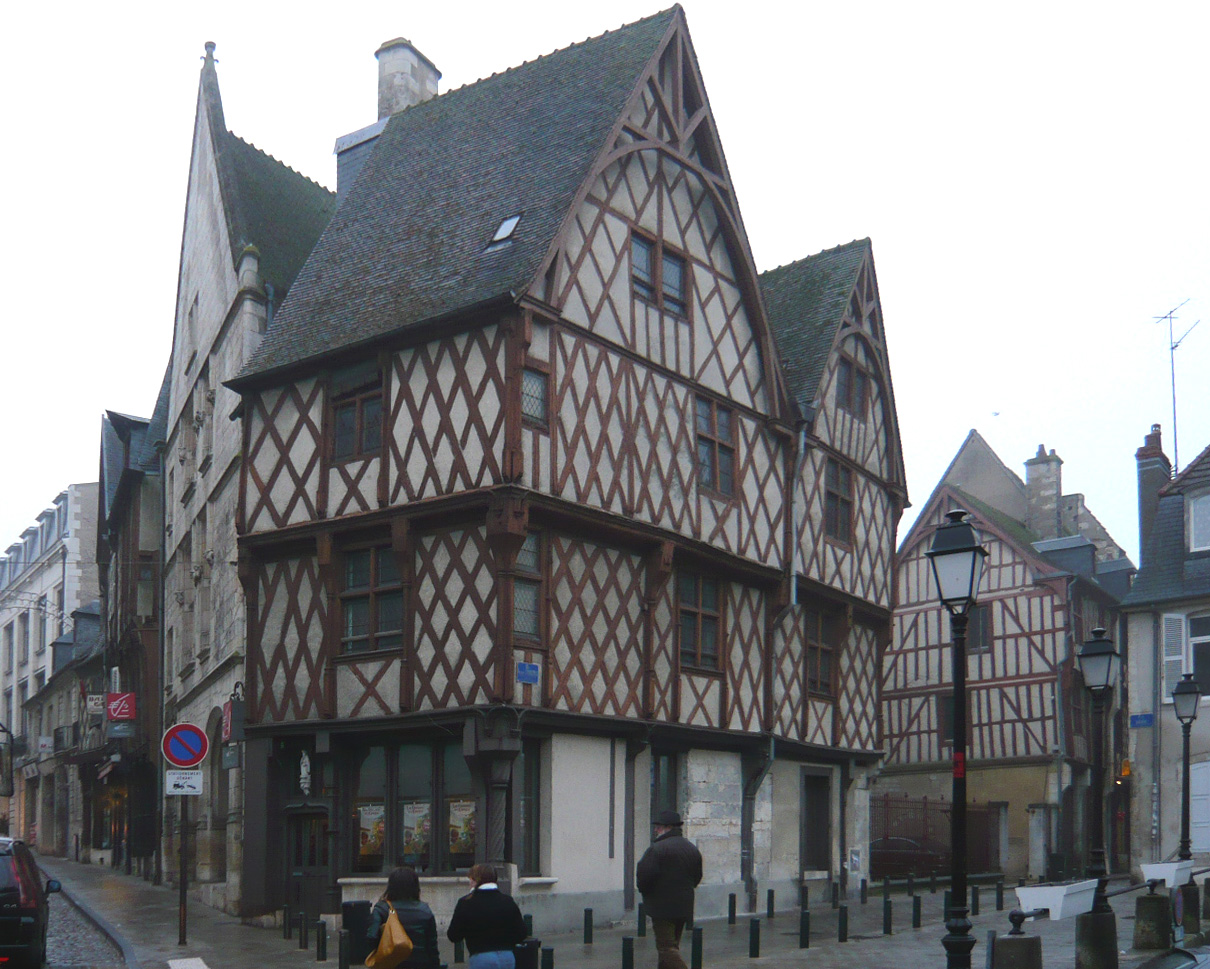
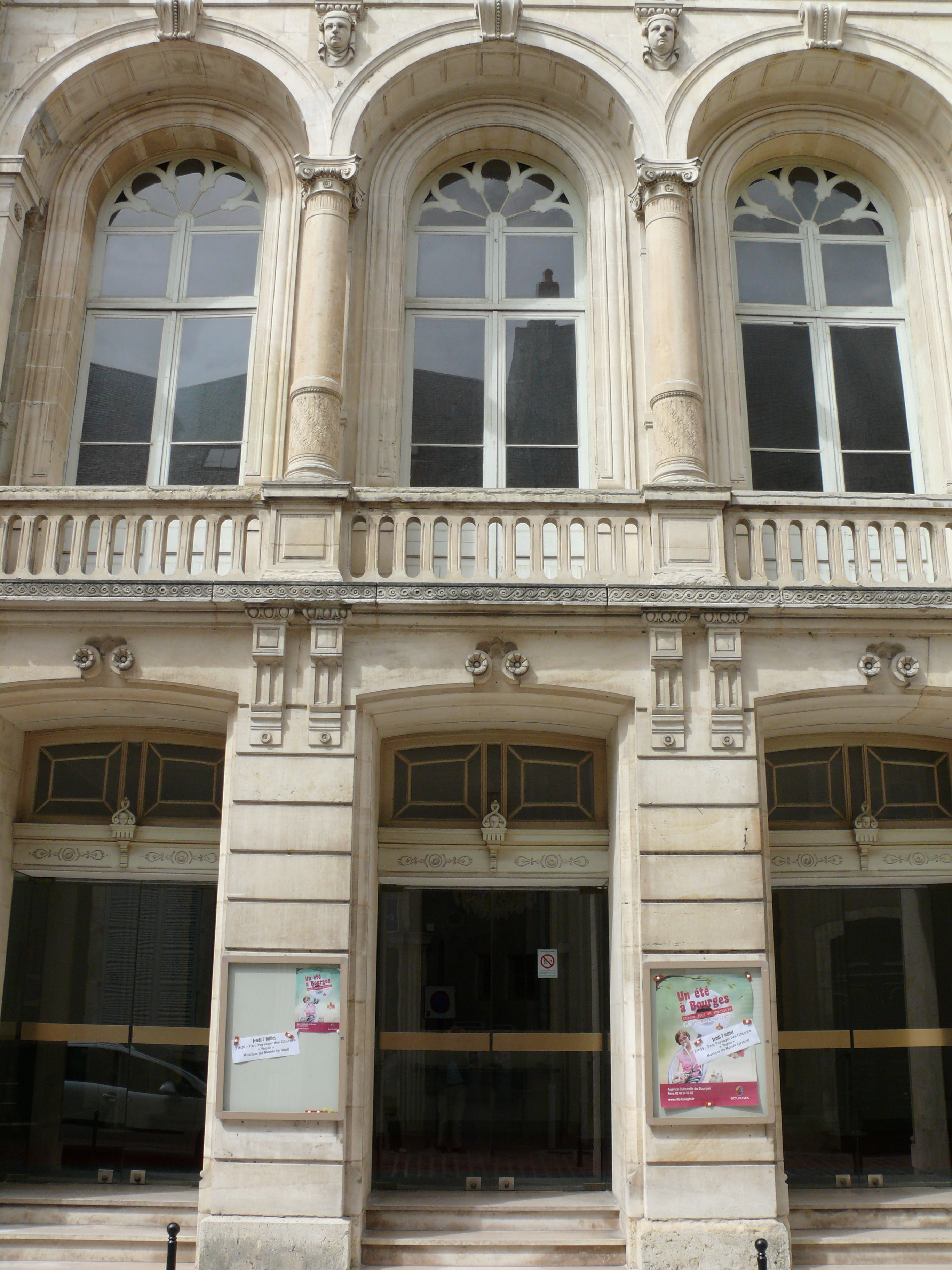

## Befolkningsutveckling
Antalet invånare i kommunen Bourges
Referens:INSEE

## Vänorter
- - Augsburg, Tyskland
- - Aveiro, Portugal
- - Forlì , Italien
- - Koszalin, Polen
- -  Palencia, Spanien
- - Peterborough, Storbritannien